# Ion Ciubuc
Ion Ciubuc (Hădărăuți, 29 maggio 1943 – Chișinău, 29 gennaio 2018) è stato un politico moldavo.
È stato primo ministro della Repubblica Moldova dal gennaio 1997 al febbraio 1999.